# Thiện Huệ
Phó Đại Sĩ-Thiện Huệ (zh: 傅翕) (497-569) hay còn gọi là Phó Hấp hay Ngư hành đại sĩ, Phó đại sĩ, Song lâm đại sĩ, Đông dương đại sĩ, Ô thương cư sĩ. Ông là một vị cư sĩ Phật học sống vào thời Lương, có công phu tu hành xuất thế và trình độ Phật học rất uyên thâm, ảnh hưởng rất sâu rộng trong Phât Giáo Đại Thừa tại Trung Quốc. Ông cùng với đại sư Chí Công được xưng tán là hai vị đại sĩ ( bồ tát) thời nhà Lương.

## Cơ duyên
Ông là người huyện Nghĩa Ô, Vụ Châu (Nay là Chiết Giang). Năm thứ tư niên hiệu Kiến Vũ nhà Tề (497), ngày mùng 8 tháng 5 năm Đinh Sửu, cư sĩ sinh làm con cháu nhà Phó Ông.
Năm 512, khi cư sĩ 16 tuổi thì cưới con gái nhà họ Lưu tên Diệu Quang, sinh được hai người con trai là Phổ Kiến, Phổ Thành.
Năm 24 tuổi, cư sĩ cùng người làng ra bãi sông Kê Đình bắt cá. Cư sĩ đem cá bắt được bỏ vào giỏ, mở nắp rồi nhận dưới nước, khấn: Con nào đi cứ đi, con nào ở thì ở. Người đương thời đều cho cư sĩ là đứa ngu.
Lúc bấy giờ, có một vị tăng người Tây trúc tên Đạt Ma (còn gọi là Tung đầu đà) đến nói: Ta cùng ông từ thời Phật Tỳ Bà Thi đã phát tứ hoằng thệ nguyện, giờ đây trên cung Đâu Suất y bát vẫn còn đó, mà chừng nào ông mới trở về chốn cũ đây? Đạt Ma bảo đại sĩ hãy đến bên bờ nước mà nhìn ảnh mình, nhưng lại chỉ thấy một Bồ tát đứng trong nước, dưới cây lọng quí, chiếu sáng rạng rỡ diệu hòa. Cư sĩ bèn nói với Đạt Ma: Bên cạnh ông bể lò rèn đổ đống cứt sắt, trước cổng nhà lương y có lắm bệnh nhân. Phổ độ chúng sanh là một việc lớn, há có thể hưởng thú vui trên thiên đường ru? Đạt Ma chỉ trên đỉnh Tòng Sơn nói: Ông có thể ở trên ấy đấy.
Đại sĩ từ đó ban ngày cày sâu, cuốc bẩm mà sống, Cư sĩ có bài kệ:
Nguyên văn:
空 手 把 鋤 頭
步 行 騎 水 牛
人 從 橋 上 過
橋 流 水 不 流
Phiên âm:
Không thủ bả sừ đầu
Bộ hành kỵ thủy ngưu
Nhân tùng kiều thượng quá
Kiều lưu thủy bất lưu.
Tạm dịch:
Tay không nắm cán cày
Đi bộ cỡi con trâu
Trên cầu người qua lại
Nước đứng lại trôi cầu.
Đại sĩ là người từ bi, thương dân. Có kẻ trộm lúa bắp, dưa trái, đại sĩ liền nhét đầy giỏ cho hắn mang đi. Đại sĩ ban ngày làm lụng, đêm về tu Thiền nhập định. Trong một lần Thiền định, đại sĩ thấy ba đức Như Lai là Thích Ca, Kim Túc, Định Quang, phóng ánh sáng chiếu vào người mình. Đại sĩ nói: Ta như đắc định Thủ Lăng Nghiêm, sẽ bỏ hết ruộng vườn, nhà cửa, thi thiết đại hội Vô Già.

## Hành trạng
Năm thứ hai niên hiệu Đại Thông (528), đại sĩ đem vợ con bán đi được năm muôn tiền, dùng thiết lập pháp hội. Lúc ấy có pháp sư Tuệ Tập nghe pháp khai ngộ nói: Thầy Thiện Huệ của tôi chính thật là Phật Di Lặc hóa thân. Đại sĩ sợ lời đó mê hoặc chúng sanh, nên trách mắng Tuệ Tập phát ngôn không cẩn thận.
Năm thứ sáu niên hiệu Đại Thông (532), ngày 28 tháng giêng, đại sĩ sai đệ tử Phó Vãng dâng thư lén Lương Cao Tổ tức là Lương Võ Đế. Trong thư viết: ‘Dưới cây Song Lâm, đại sĩ Thiện Huệ kính bẩm Bồ-tát Quốc chúa cứu thế, nay xin điều trần thượng, trung hạ ba thứ thiện, mong bệ hạ tiếp thu và hộ trì. Điều thiện trên đại lược là lấy không hoài làm căn bản, lấy chẳng chấp trước làm tông chỉ, lấy vô tướng làm nhân, Niết Bàn làm quả. Điều thiện giữa đại khái lấy trị thân làm căn bản, lấy trị nước làm tông chỉ, lấy an lạc của thiên hạ nhân gian làm quả báo. Điều thiện dưới đại khái lấy hộ dưỡng chúng sanh làm chủ, không để họ tự tàn sát nhau, khiến khắp thiên hạ đều ăn chay kính Phật. Nay nghe hoàng đế sùng tín Phật pháp, mong phát biểu một vài phương cách thô thiển, những e không được như nguyện, nên sai đệ tử dâng thư trước.
Phó Vãng trước hết đem thư cho quan huyện lịnh huyện Thái Lạc là Hà xương. Hà Xương nói: Quốc sư Tuệ Ước còn chưa từng khải tấu Hoàng thượng, Phó Ông đã là người bình dân mà lại chưa phải trưởng lão, chẳng biết lượng mình chút nào, ta làm sao mà dám trình lên vua?Phó Vãng đốt tay cản đường, hy vọng Hà Xương chấp nhận. Hà xương nhân đó đến chùa Đồng Thái hỏi ý kiến pháp sư Hạo. Pháp sư Hạo khuyên ông ta nên sớm trình lên vua.
Ngày 21 tháng 2 Hà Xương trình thư lên Võ Đế. Đế xem thư xong lập tức xuống chiếu nghinh thỉnh Phó Ông. Sau khi Phó Ông đến, Đế hỏi: Đại sĩ từng thờ ai làm thầy? Đại sĩ nói : Thần không có thầy nào để theo, mà cũng không có lai lịch. Thái tử Chiêu Minh nói: Đại sĩ sao không nói Phật pháp? Đại sĩ đáp: Phật pháp chính như Bồ-tát đã nói, không dài mà cũng không ngắn, không rộng mà cũng không hẹp, Đế nói: Nếu dừng mà không diệt thì là hữu sắc, mà hữu sắc thì cư sĩ không thể siêu thoát. Nếu như thế cư sĩ không miễn lưu tục. Đại sĩ nói: Ở chỗ tiền tài mà không tham, ở chỗ ghê khiếp mà không sợ.Đế nói: Cư sĩ rất rành sự thế. Đại sĩ nói: Nhứt thiết Phật pháp đều không rơi vào hữu vô. Đế nói: Kính cẩn vâng theo pháp chỉ của cư sĩ. Đại sĩ nói: Trong đại thiên thế giới, tất cả mọi tồn tại hữu hình, sau rốt đều phải hóa nhập vào hư không. Dòng chảy của muôn sông rốt lại đều tuôn ra biển cả, vô lượng diệu pháp rốt lại đều phải nhập vào chân như. Như Lai vì đâu mà được ưu thắng trong ba giới, chín mươi sáu đạo? Chỉ vì ngài nhìn mọi chúng sanh như con đỏ, như tự thân mình. Ngài nhìn thiên hạ chẳng phải đủ đạo để mà an, không phải chẳng đủ lý để mà lạc.
Vua Lương Võ Đế lặng nghe không nói lời nào, đại sĩ liền cáo từ lui ra. Lại một hôm, Vua Lương Võ Đế thỉnh Chí Công giảng kinh Kim cang tại điện Thọ Quang. Đại sư Chí Công nói: Đại sĩ tốt hơn. Đại sĩ liền ngồi lên tòa vỗ bàn một cái rồi đi xuống. Vua Vũ đế ngạc nhiên. Ngài Chí công hỏi: Bệ hạ có hiểu không? Vua đáp: Không hiểu! Ngài Chí công nói: Đại sĩ giảng kinh xong rồi. Công án này được đưa vào tắc 67 của tập Bích Nham Lục, tên là Phó đại sĩ giảng kinh.
Năm thứ năm đời Đại Đồng (539), đại sĩ tâu lên Võ Đế, sáng lập chùa Phật tại chỗ ở trên đỉnh Tùng Sơn, và tháp gạch 9 tầng, đồng thời viết hơn 1.000 quyển kinh và luật, nhân trước cổng có hai cây thọ nên gọi là chùa Song Lâm. Hai cây thọ này cành nhánh giao nhau, mây lành quấn quanh, có hai con hạc sống trên đó.
Năm Thái Thanh thứ hai (548), đại sĩ tuyệt thực, định tới ngày Phật đản thiêu thân cúng dường. Đến ngày đó có tăng tục hơn 60 người thế đại sĩ tuyệt thực, thiêu thân, hơn ba trăm người trích máu nơi ngực hòa hương. Bọn họ cực lực thỉnh đại sĩ trụ thế. Đại sĩ từ tâm nghe theo họ mà ở lại thuyết pháp làm lợi ích mọi người
Năm thứ ba niên hiệu Thừa Thánh (554), đại sĩ lại xá bỏ chuyện gia đình vì chúng sanh cúng dường tam Bảo mà thuyết kệ rằng:
傾 捨 為 羣 品
奉 供 天 中 天
仰 祈 甘 露 雨
流 澍 普 無 邊（边)
Khuynh xả vi quần phẩm
Phụng cúng thiên trung thiên
Ngưỡng kì cam lồ vũ
Lưu chú phổ vô biên.
Bỏ cả vì đại chúng
Phụng cúng thiên trong thiên
Ngưỡng cầu mưa cam lộ
Tuôn xuống khắp vô hiên
Đại sĩ Thiện Huệ là người đã chế tác ra Luân Tạng để cho mọi người mọi mỗi khi xoay đều dễ tiếp cận với kinh điển đại thừa, đời sau mỗi khi làm Luân Tạng đều khắc hình 3 cha con đại sĩ để tưởng nhớ công ơn lợi ích hoằng sinh.
Năm thứ hai niên hiệu Thiên Gia nhà Trần (561), đại sĩ đi vòng quanh cây thọ, cảm thấy bảy Phật Tây thiên cùng bầu bạn đi theo mình, Thích Ca Mâu Ni dẫn đầu, cư sĩ Duy Ma Cật tiếp chót. Phật Thích Ca nhiều lần quay đầu lại nói với đại sĩ: Ông hãy thay thế địa vị của ta, tiếp tục huệ mệnh của ta. Lúc ấy trên núi bỗng vụt lên mây vàng từng đóa, từng đóa, vầng quang như cái lọng, nhân đó gọi núi này là núi Vân Hoàng. Lúc ấy, pháp sư Tuệ Hòa bỗng nhiên không bệnh mà mất. Tung đầu đà cũng nhập diệt tại chùa Linh Nham trên Kha Sơn. Đại sĩ dự báo với chúng: Ông Tung đang đợi ta trên trời Đâu Suất, ta quyết không lưu lại trần thế lâu nữa. Đương thời cây cối bốn bên đang xanh tươi bỗng nhiên khô héo.
Năm đầu niên hiệu Thái Kiến (569), ngày 24 tháng tư, năm Kỷ Sửu, thị chúng rằng: Cái thân thể đáng ghét nầy, là nơi quến tụ thống khổ và phiền não. Phải nên đề phòng ba nghiệp (thân tác, khẩu ngữ, ý tư), nên tinh cần lục độ (Sáu Ba-la-mật: Bố thí, trì giới, nhẫn nhục, tinh tấn, Thiền định, trí tuệ). Một khi đọa vào địa ngục khó mà giải thoát được, phải thường sám hối. Lại nói: Sau khi ta từ giã cõi đời, không được di dời khỏi giường ta nằm. Bảy ngày sau sẽ có vị thượng nhân tên Pháp Mãnh đến mang theo bức chân dung của ta cùng chuông đến trấn thủ. Đệ tử hỏi: Sư phụ qua đời rồi, hình hài xử trí cách nào? Đại sĩ nói: Đem lên đỉnh ngọn Tòng Sơn mà hỏa thiêu. Lại hỏi: Thiêu không thành thì tính làm sao? Đại sĩ nói: Muôn ngàn lần không nên khâm liệm mà hãy lấp đất lên như cái đàn tế, sau đó mới đem thây để lên trên, lại che bình phong xung quanh, dùng vải là đắp lên, bên trên có thể xây tháp, rồi đem tượng Phật Di Lặc để lên trên. Lại hỏi: Chư Phật Bát Niết Bàn đều nói công đức của mình. Sự phát tích của sư phụ cũng nên nói cho bọn đệ tử nghe với. Đại sĩ nói: Ta từ cõi trời Đâu Suất thứ tư giáng sanh xuống thế giới này để độ các ông, thay thế huệ mệnh của đức Thích Ca Mau Ni. Phó Phổ Mẫn là Văn Thù hóa sanh, Tuệ Tập là Quan Âm giáng thế, Hà Xương là A Nan, cùng nhau đến hỗ trợ cho ta phổ độ chúng sanh. Kinh Đại Phẩm nói: ‘Có Bồ-tát từ trên trời xuống, căn tính mạnh mẽ, lanh lợi, có trí tuệ Bát Nhã’. Điều đó đều ứng tại thân ta.
Nói xong đại sĩ ngồi kiết già mà qua đời, thế thọ 73 tuổi. Đệ tử đem táng trên núi Song Lâm, vua ban hiệu là Di Lặc Hạ Sinh.
Cư sĩ có để lại nhiều tác phẩm Phật học như: Tâm Vương Minh, Đại sĩ Thiện Huệ Ngữ Lục, kệ Hoàn Nguyên....